# سیارک ۴۹۱۰
سیارک ۴۹۱۰ (به انگلیسی: 4910 Kawasato، نامگذاری:1953PR) چهار هزار و نهصد و دهمین سیارک کشف شده‌است که در ۱۱ اوت ۱۹۵۳ و در هایدلبرگ کشف شد.
قدر مطلق سیارک برابر ۱۴٫۲۰ است.